# 양양 서림사지 석조비로자나불좌상
양양 서림사지 석조비로자나불좌상(襄陽 西林寺址 石造毘盧舍那佛坐像)은 대한민국 강원특별자치도 양양군 서면 서림리, 상평초등학교 현서분교에 있는 비로자나불 좌상이다. 1996년 9월 30일에 강원특별자치도 문화재자료 제119호로 지정되었다.

## 개요
현재 강원도 양양군 서면 서림리 상평초등학교 현서분교 교정에 삼층석탑과 함께 보존되어 있는 불상으로, 1965년 가까운 논에서 발견되어 옮겨 놓은 것이다.
불상의 머리는 없어졌고 몸도 손상이 많은 상태이다. 두 손을 가슴에 모아 오른손으로 왼손 검지를 감싼 형태로 보아 비로자나불을 표현한 것임을 알 수 있다.
8각형의 대좌(臺座)는 결실된 부분이 있지만 조각솜씨가 매우 우수하다. 밑받침돌 위에 4매의 석재로 구성된 하대석을 올려 놓았는데, 각 면마다 1구씩의 사자를 돋을새김하였다. 8각 중대석은 각 모서리에 기둥모양을 새기고 그 사이에 1구의 향로와 7구의 보살상을 배치하였다.
중대석 위에는 별도로 8각의 딴 돌을 놓았는데 이것은 원래 중대석 받침돌로 쓰였을 것으로 보인다. 이처럼 별도로 중대석 받침을 만든 예는 동화사 비로암 석조비로자나불좌상(보물 제244호)과 청룡사 석조여래좌상(보물 제424호)처럼 9세기 중엽의 대좌에서 보이는 모습이다.
불상의 주변에는 기둥주춧돌들이 일렬로 늘어서 있으며, 약사여래입상 1구가 발견되어 국립춘천박물관에 보관되어 있다.

## 현지 안내문
이 불상(佛像)은 삼층석탑과 함께 이곳에서 동쪽으로 약 200m 떨어진 논에 있었던 것을 1965년 최정규(崔正圭) 교장과 주민들에 의해 현재의 위치로 이전하였다.
불상의 불두(佛頭)는 결실되었으며 불신(佛身)도 손상이 많은 상태이나 두손을 가슴에 모아 지권인(智拳印)을 결(結)한 비로사나불(毘盧舍那佛)이다. 대좌(臺座)는 팔각형(八角形)으로 일부 부재(部材)가 결실되었으며 위치도 뒤바뀌어 있으나 조각(彫刻)이 매우 우수하다.
전체적인 모습과 조각수법 등을 종합적으로 고려할 때 대략 9세기 중엽을 전후(前後)한 시기의 작품으로 추정된다.

## 같이 보기
- 상평초등학교 현서분교
- 양양 서림사지 삼층석탑 - 강원도 문화재자료 제120호

## 사진

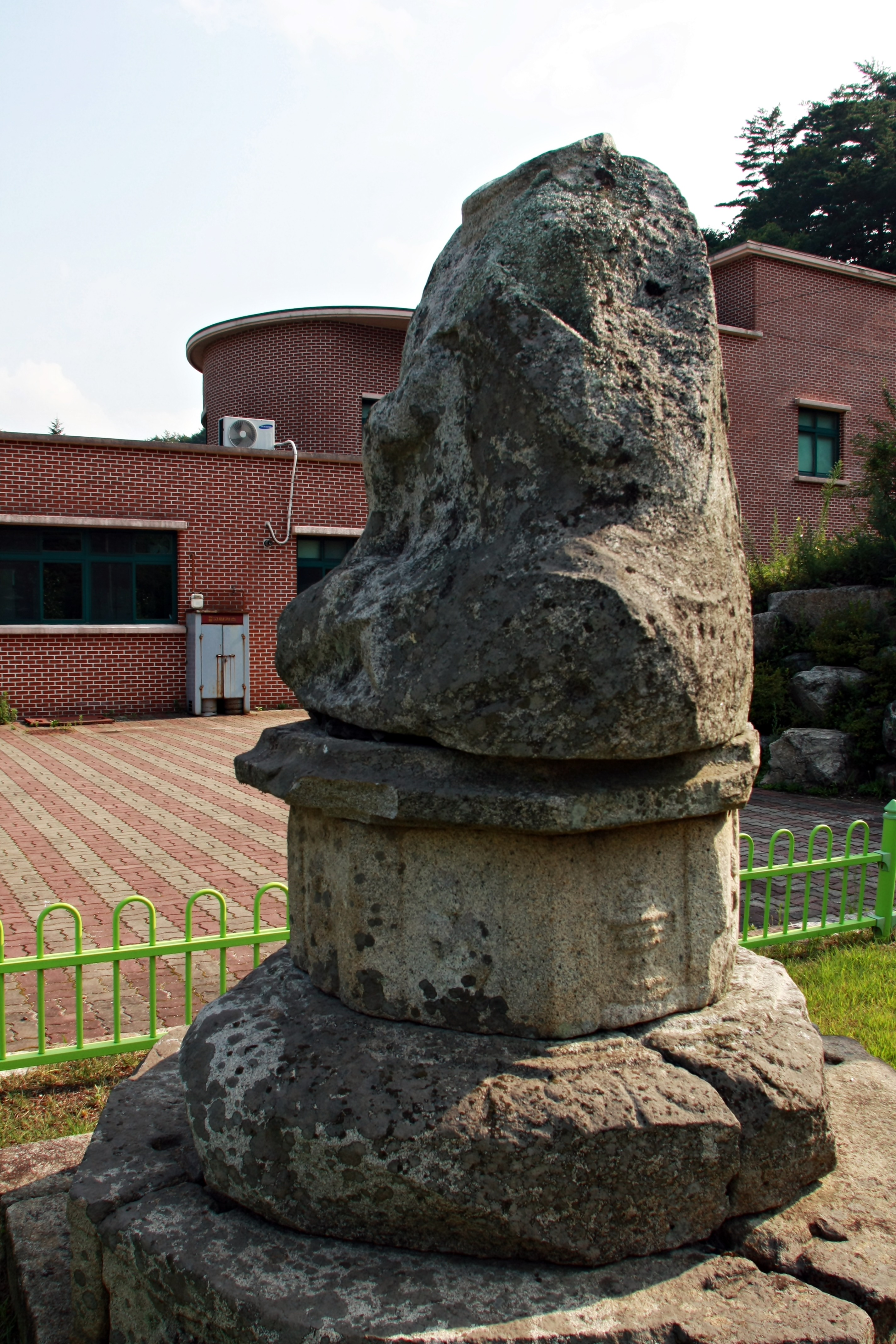
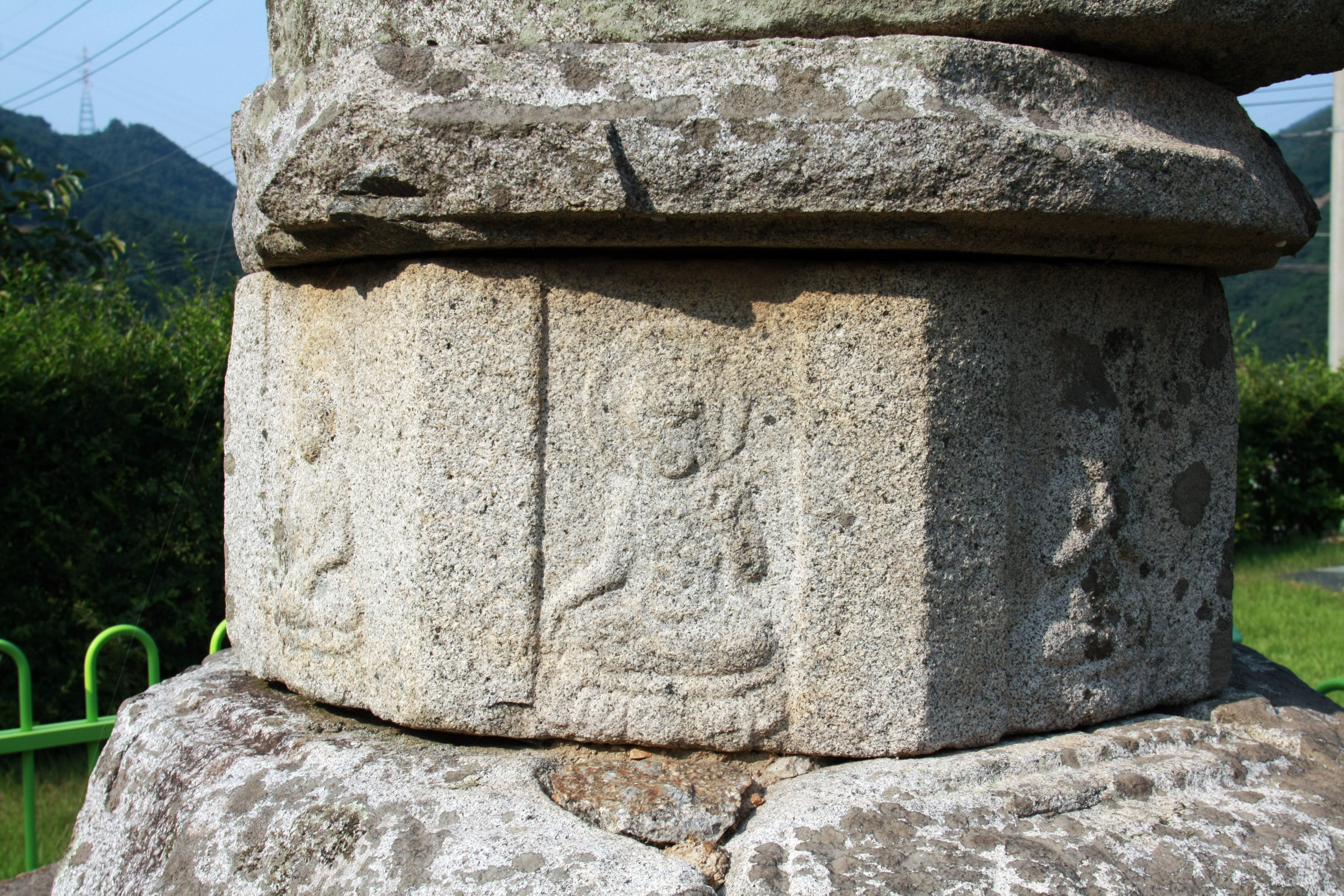
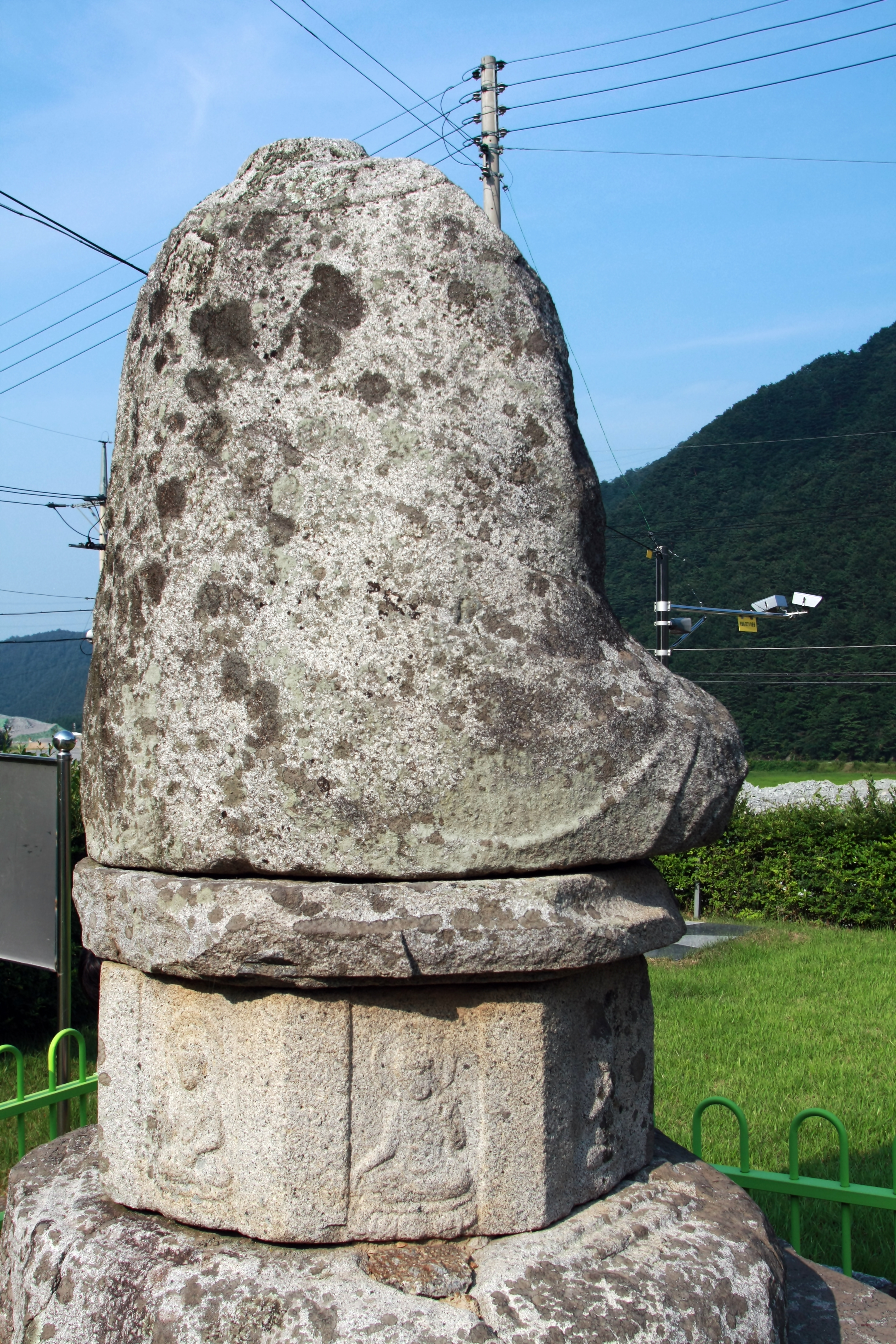
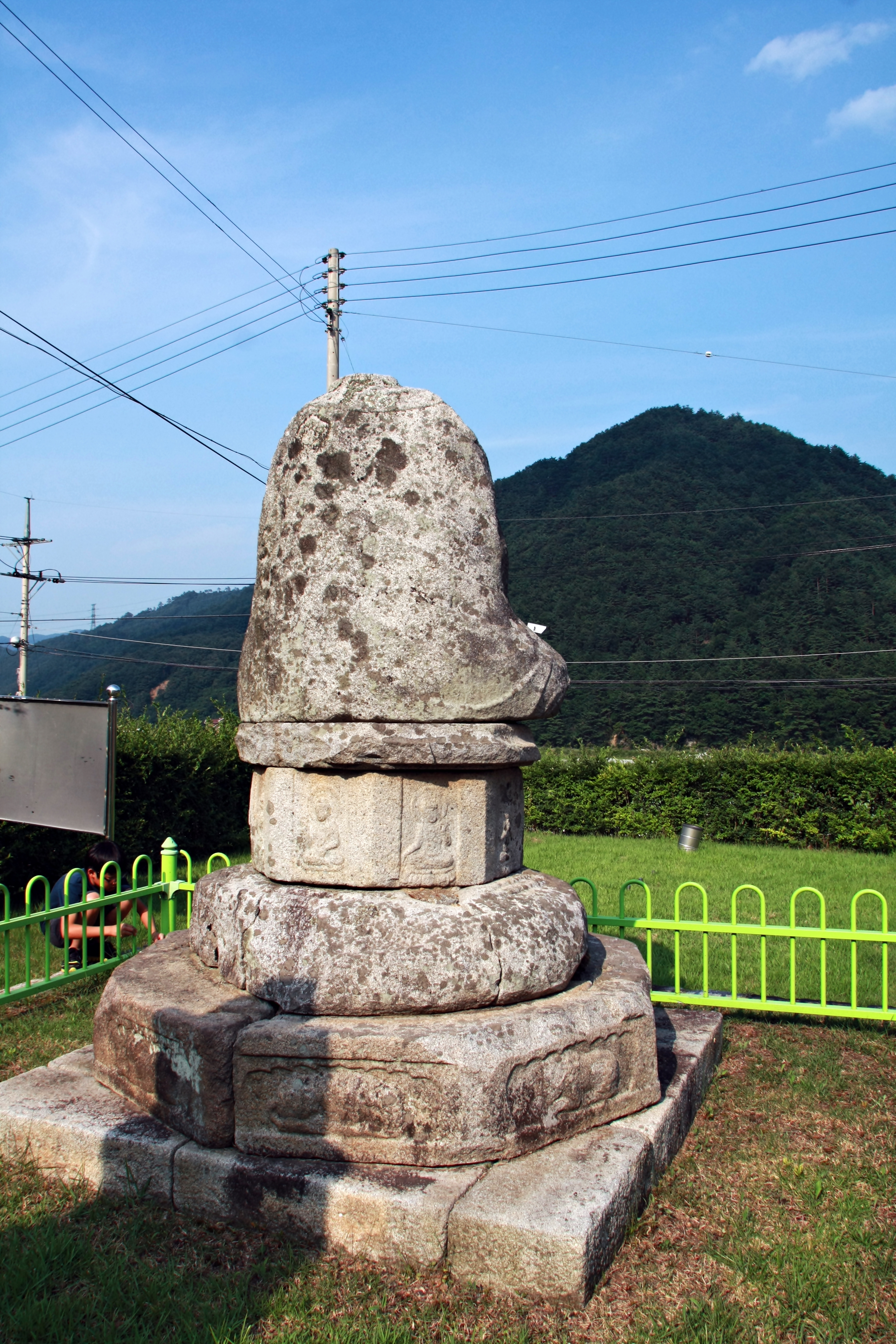
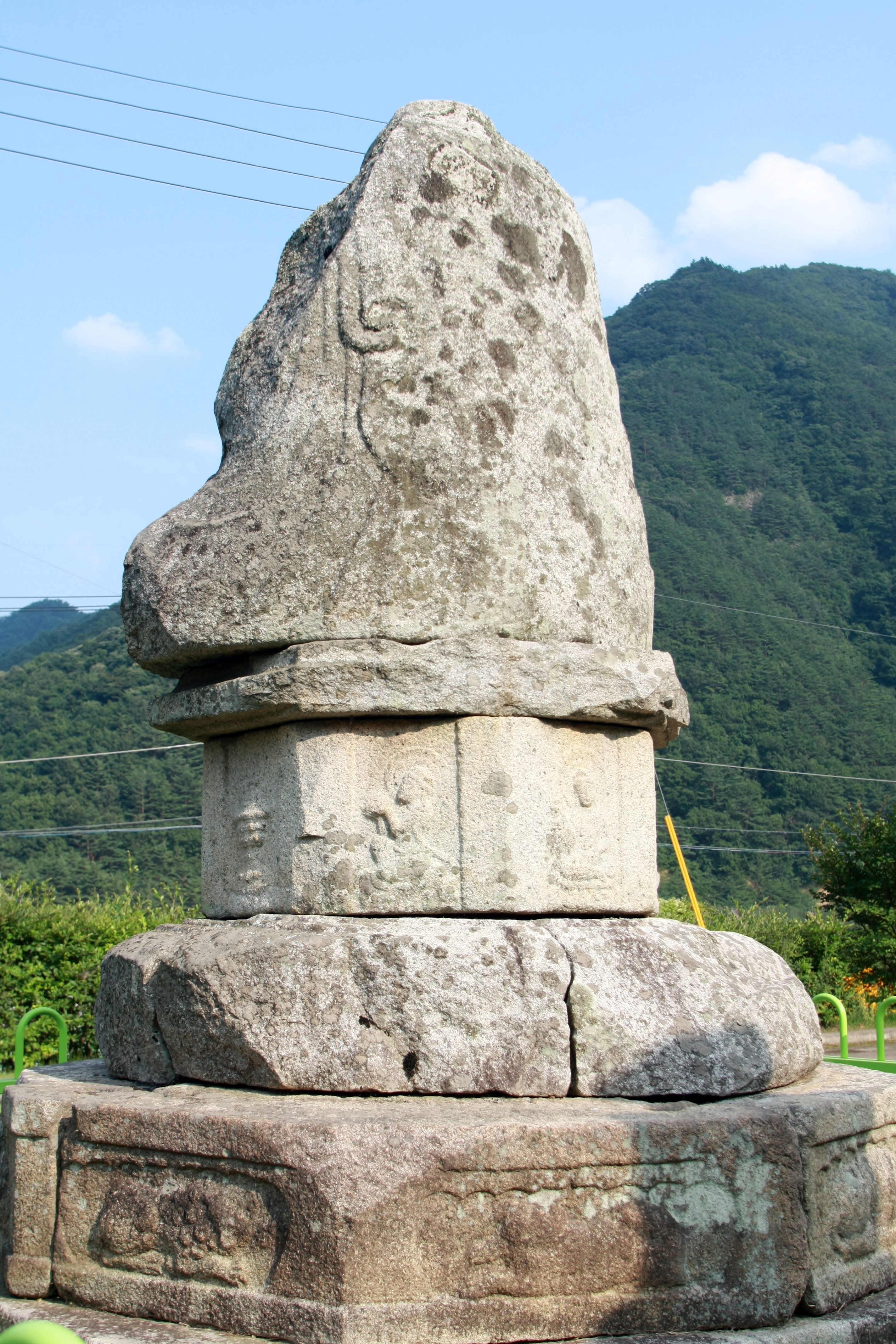
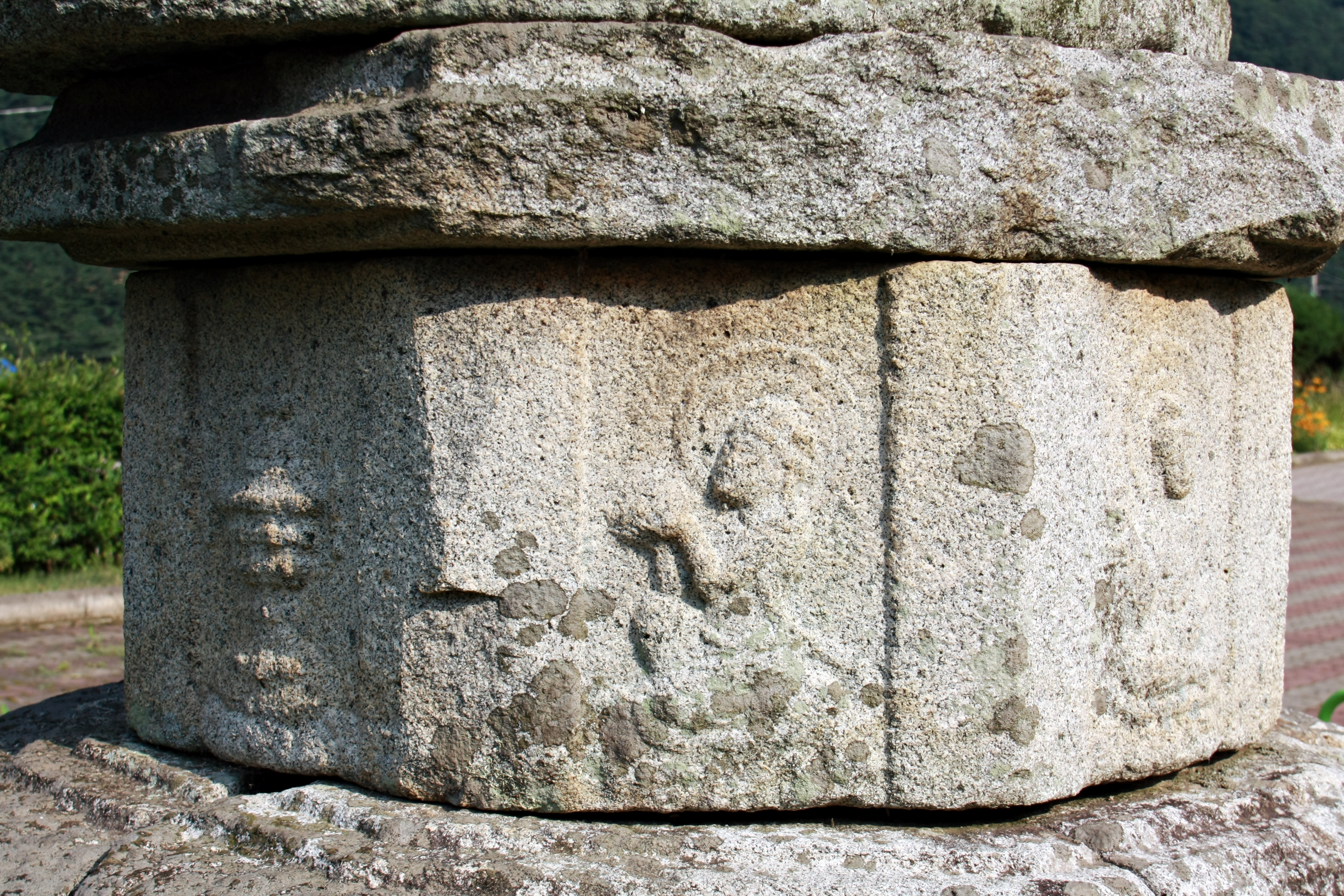
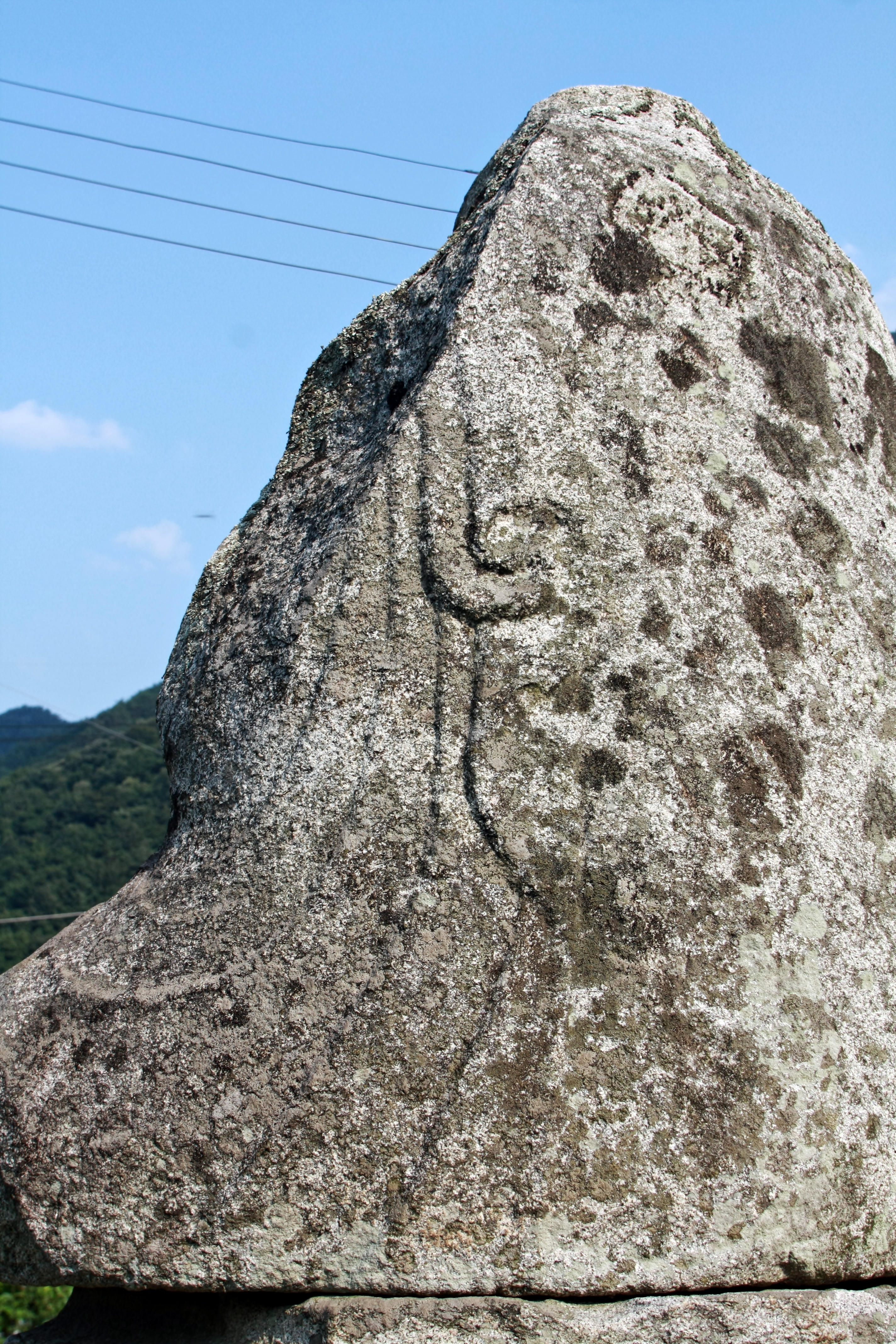

## 참고 자료
- 양양 서림사지 석조비로자나불좌상 - 국가유산청 국가유산포털